# Parthenopaios
Parthenopaios (latinsky Parthenopaeus) je v řecké mytologii jedním ze sedmi vojevůdců z války Sedm proti Thébám.
Uvádí se, že byl spojencem argejských, původem byl synem kalydónského krále Meleagra a krásné lovkyně Atalanty.
O jeho akcích ve válce proti Thébám se mnoho nepovídá, dobýval jednu ze sedmi městských bran. V plné zbroji, krytý prý štítem s vyobrazením Sfingy, která drží v drápech mrtvého thébského muže.
Nic ho však nezachránilo, obránce thébských na něj shodil z vrcholu hradeb veliký balvan, který Parthenopaia usmrtil.